# Théorème de Fenchel-Moreau

Illustration d'une fonction qui n'est pas semi-continue inférieure. D'après le théorème de Fenchel-Moreau, cette fonction n'est pas égale à sa biconjuguée.

En analyse convexe, le théorème de Fenchel–Moreau (nommé d'après Werner Fenchel et Jean-Jacques Moreau) ou théorème de biconjugation de Fenchel  (ou juste théorème de biconjugation) est un théorème qui donne des conditions nécessaires et suffisantes pour qu'une fonction soit égale à sa biconjuguée. Ce résultat est à mettre en contraste avec l’inégalité v,. Ce théorème peut être vu comme une généralisation du théorème bipolaire. Il est utilisé pour prouver la dualité forte (en) (à l'aide de fonction de perturbation).

## Énoncé du théorème
Soit {\displaystyle (X,\tau )} un espace de Hausdorff localement convexe, pour toute fonction {\displaystyle f:X\to \mathbb {R} \cup \{\pm \infty \}} à valeur dans la droite réelle achevée, on a {\displaystyle f=f^{**}} si et seulement si l'une des conditions suivantes est vraie
1. {\displaystyle f} est une fonction semi-continue inférieure convexe propre,
2. {\displaystyle f\equiv +\infty }, ou
3. {\displaystyle f\equiv -\infty }[1],[3],[4].